# Lorenza Matute
Lorenza Echame Matute foi uma política equatoguiniana. Em 1968 ela foi uma das duas primeiras mulheres eleitas para a Assembleia Nacional.

## Biografia
De raça mista e ascendência bengala, nas eleições parlamentares de 1968, Matute foi candidata ao Movimento de Unidade Nacional em Corisco. Ela foi uma das duas mulheres eleitas para a Assembleia Nacional ao lado de Cristina Makoli, e, posteriormente, ela fez parte dos comités de Relações Externas e Justiça.